# Équipe de Tunisie de football en 2013
L'équipe de Tunisie de football participe en 2013 à la coupe d'Afrique des nations et aux éliminatoires de la coupe du monde 2014.

## Matchs
| Date             | Stade                                               | Adversaire         | Score | Comp  | Buteurs tunisiens                   |
| 7 janvier 2013   | Al-Janoub Stadium Qatar                             | Éthiopie           | 1-1   | A     | Darragi 4e (pen.)                   |
| 10 janvier 2013  | Stade Cheikh Zayed Abou Dabi, Émirats arabes unis   | Gabon              | 1-1   | A     | Khalifa 11e                         |
| 13 janvier 2013  | Stade Cheikh Zayed Abou Dabi, Émirats arabes unis   | Ghana              | 2-4   | A     | Jemâa 19e 52e                       |
| 22 janvier 2013  | Stade Royal Bafokeng Rustenburg, Afrique du Sud     | Algérie            | 1-0   | CAN   | Msakni 90e                          |
| 26 janvier 2013  | Stade Royal Bafokeng Rustenburg, Afrique du Sud     | Côte d'Ivoire      | 0-3   | CAN   |                                     |
| 30 janvier 2013  | Stade Royal Bafokeng Rustenburg, Afrique du Sud     | Togo               | 1-1   | CAN   | Mouelhi 30e                         |
| 23 mars 2013     | Stade olympique de Radès, Tunisie                   | Sierra Leone       | 2-1   | QCDM  | Darragi 57e, Khazri 71e             |
| 8 juin 2013      | Brookfields National Stadium Freetown, Sierra Leone | Sierra Leone       | 2-2   | QCDM  | Darragi 55e (pen.), Ben Youssef 89e |
| 16 juin 2013     | Nuevo Estadio de Malabo Malabo, Guinée équatoriale  | Guinée équatoriale | 1-1   | QCDM  | Darragi 64e (pen.)                  |
| 6 juillet 2013   | Stade olympique de Sousse Sousse, Tunisie           | Maroc              | 0-1   | QCHAN |                                     |
| 13 juillet 2013  | Stade Ibn-Batouta Tanger, Maroc                     | Maroc              | 0-0   | QCHAN |                                     |
| 14 août 2013     | Stade du 7-Novembre Radès, Tunisie                  | Congo              | 3-0   | A     | Khazri 7e, Jemâa 13e 83e            |
| 7 septembre 2013 | Stade du 7-Novembre Radès, Tunisie                  | Cap-Vert           | 3-0   | QCDM  | match gagné sur tapis vert          |
| 13 octobre 2013  | Stade du 7-Novembre Radès, Tunisie                  | Cameroun           | 0-0   | QCDM  |                                     |
| 17 novembre 2013 | Stade Ahmadou-Ahidjo Yaoundé, Cameroun              | Cameroun           | 1-4   | QCDM  | Akaichi 50e                         |

## Classement FIFA
Le tableau ci-dessous présente les coefficients mensuels de l'équipe de Tunisie dans le monde publiés par la FIFA durant l'année 2013.
| Mois | janv. | fév. | mars | avril | mai | juin | juillet | août | sept. | oct. | nov. | déc. |
| Rang | 53    | 42   |      |       |     |      |         |      |       |      |      |      |

## Classement de la CAF
Le tableau ci-dessous présente les coefficients mensuels de l'équipe de Tunisie dans la CAF publiés par la FIFA durant l'année 2013.
| Mois | janv. | fév. | mars | avril | mai | juin | juillet | août | sept. | oct. | nov. | déc. |
| Rang | 10    | 6    |      |       |     |      |         |      |       |      |      |      |